# Постачання бронетехніки в Україну під час російського вторгнення
У таблицях позначена техніка згідно інформації яка є у відкритих джерелах під час російського вторгнення в Україну.
Станом на червень 2024 року, в Україну відбулося або триває постачання такої кількості зброї (мінімальна оцінка):

## Загальна кількість бронетехніки
| тип                                 | тип                                 | отримано                        | трофеї                          | всього     |
| ----------------------------------- | ----------------------------------- | ------------------------------- | ------------------------------- | ---------- |
| бойова машина піхоти                | бойова машина піхоти                | 440/575+                        | 427                             | 867/1002+  |
| MRAP                                | MRAP                                | 1000+                           | 1                               | 1001+      |
| бронетранспортер медичної евакуації | бронетранспортер медичної евакуації | 100+                            | —                               | 100+       |
| бронетранспортер                    | бронетранспортер                    | 1280/1290+                      | 485                             | 1765/1775+ |
| бронеавтомобіль                     | бронеавтомобіль                     | 2883/3280+                      | 54                              | 2937/3334+ |
| інші                                | інші                                | 597/642                         | 115+                            | 712/757+   |
|                                     |                                     |                                 |                                 |            |
| загалом                             | загалом                             | 7159/8261+                      | 1082+                           | 8141/9343+ |
|                                     |                                     |                                 |                                 |            |
| HMMWV                               | HMMWV                               | HMMWV                           | HMMWV                           | 5050+      |
| M113                                | M113                                | M113                            | M113                            | 1129       |
| M113                                | YPR-76                              | YPR-76                          | YPR-76                          | 353        |
| M113                                | M113A4                              | M113A4                          | M113A4                          | 300        |
| M113                                | M113                                | M113                            | M113                            | 72         |
| M113                                | M577                                |                                 |                                 | 72         |
| M113                                | M113AS4 ALV                         | M113AS4 ALV                     | M113AS4 ALV                     | 56         |
| M113                                | M113G3DK                            | M113G3DK                        | M113G3DK                        | 54         |
| M113                                | M113A1-B                            | M113A1-B                        | M113A1-B                        | 46         |
| M113                                | M113 Panzermörser                   | M113 Panzermörser               | M113 Panzermörser               | 10         |
| M113                                | M113 Beobachtungspanzer             | M113 Beobachtungspanzer         | M113 Beobachtungspanzer         | 1+         |
| всього модифікацій M113             | всього модифікацій M113             | всього модифікацій M113         | всього модифікацій M113         | 2021       |
| Senator APC                         | Senator APC                         | Senator APC                     | Senator APC                     | 550/1000+  |
| броньований Land Rover Defender     | броньований Land Rover Defender     | броньований Land Rover Defender | броньований Land Rover Defender | 500        |
| International MaxxPro               | International MaxxPro               | International MaxxPro           | International MaxxPro           | 440        |
| БМП-1                               | БМП-1                               | 296+                            | 89                              | 385+       |
| M1117                               | M1117                               | M1117                           | M1117                           | 250        |
| МТ-ЛБ                               | МТ-ЛБ                               | —                               | 227                             | 227        |
| BMC Kirpi 4x4                       | BMC Kirpi 4x4                       | BMC Kirpi 4x4                   | BMC Kirpi 4x4                   | 200        |
| KTO Rosomak                         | KTO Rosomak                         | KTO Rosomak                     | KTO Rosomak                     | ?/200      |
| Bradley M2                          | Bradley M2                          | Bradley M2                      | Bradley M2                      | 186        |
| Grenzschutzfahrzeuge                | Grenzschutzfahrzeuge                | Grenzschutzfahrzeuge            | Grenzschutzfahrzeuge            | 252/500    |
| Stryker                             | Stryker                             | Stryker                         | Stryker                         | 157        |
| Cougar                              | Cougar                              | Cougar                          | Cougar                          | 140        |
| БТР-82                              | БТР-82                              | —                               | 122                             | 122        |
| FV103 Spartan                       | FV103 Spartan                       | FV103 Spartan                   | FV103 Spartan                   | 97         |
| Iveco LMV                           | Iveco LMV                           | Iveco LMV                       | Iveco LMV                       | 95         |
| Bushmaster PMV                      | Bushmaster PMV                      | Bushmaster PMV                  | Bushmaster PMV                  | 90/120     |
| Bandvagn 206/208                    | Bandvagn 206/208                    | Bandvagn 206/208                | Bandvagn 206/208                | 73/72      |
| AMX-10P                             | AMX-10P                             | AMX-10P                         | AMX-10P                         | ?/25       |

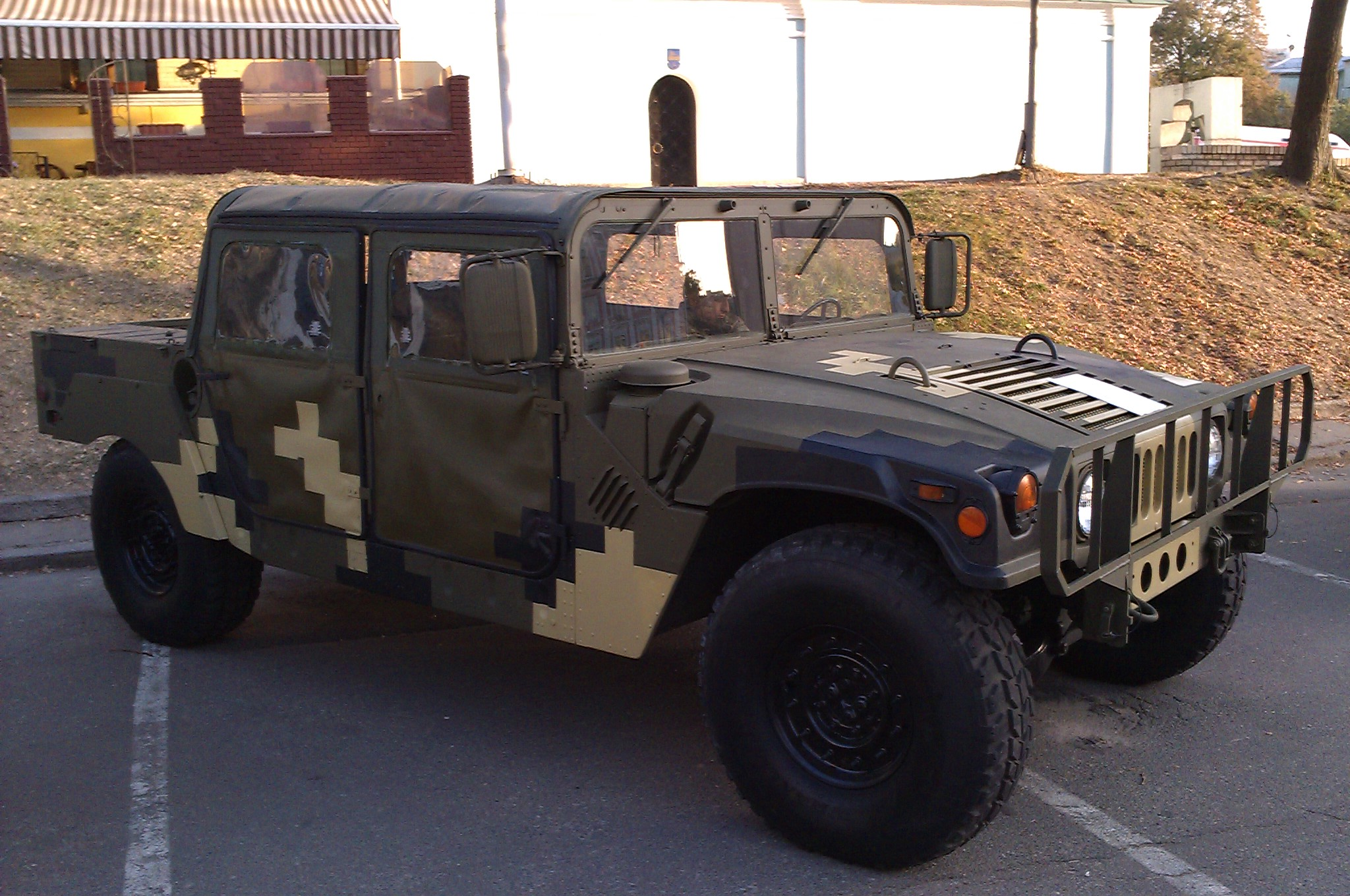
Понад 5 100 машин HMMWV було отримано від США та інших країн
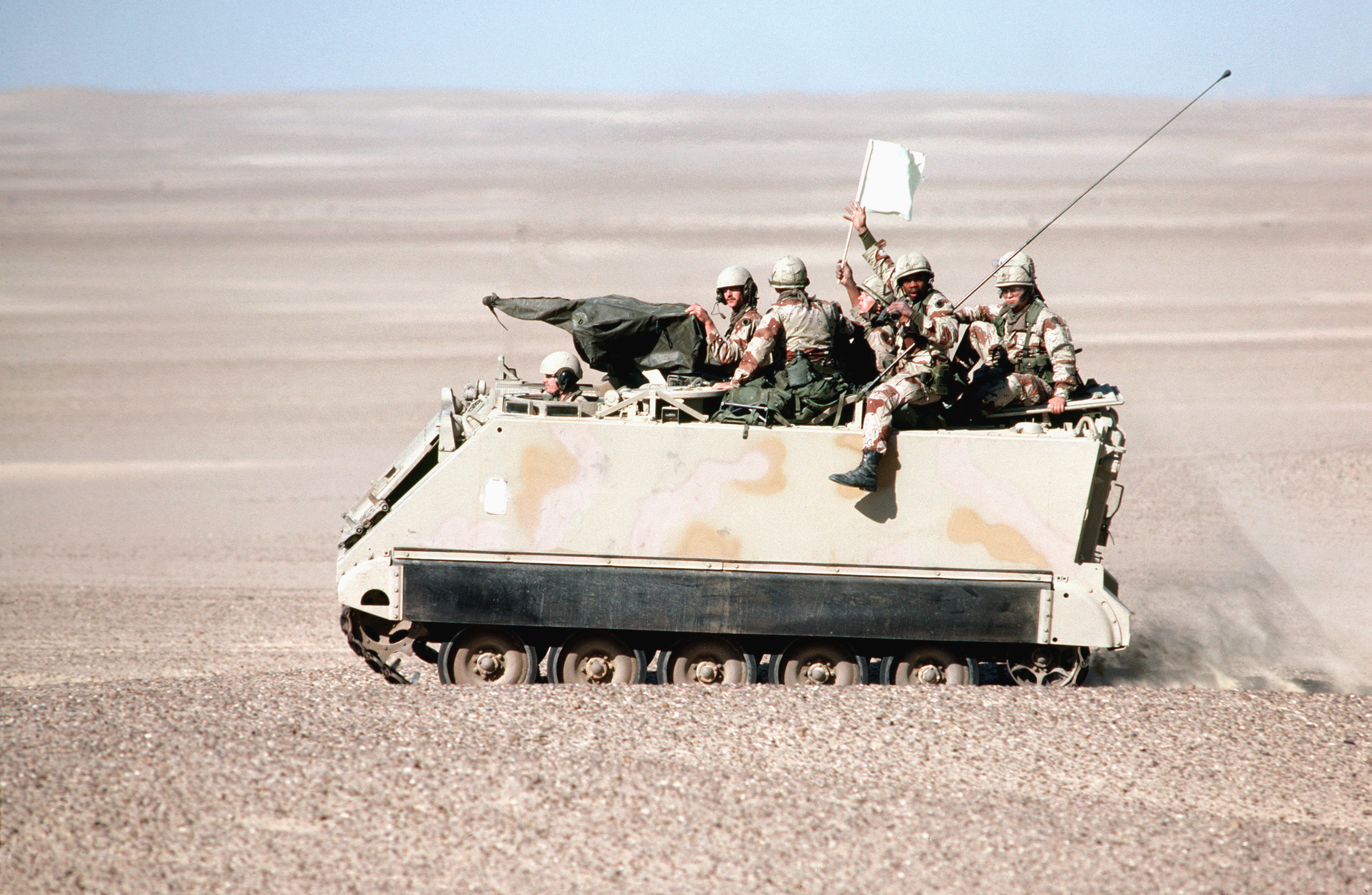
Щонайменше 2 000 різних модифікацій бронетранспортера M113 отримала Україна
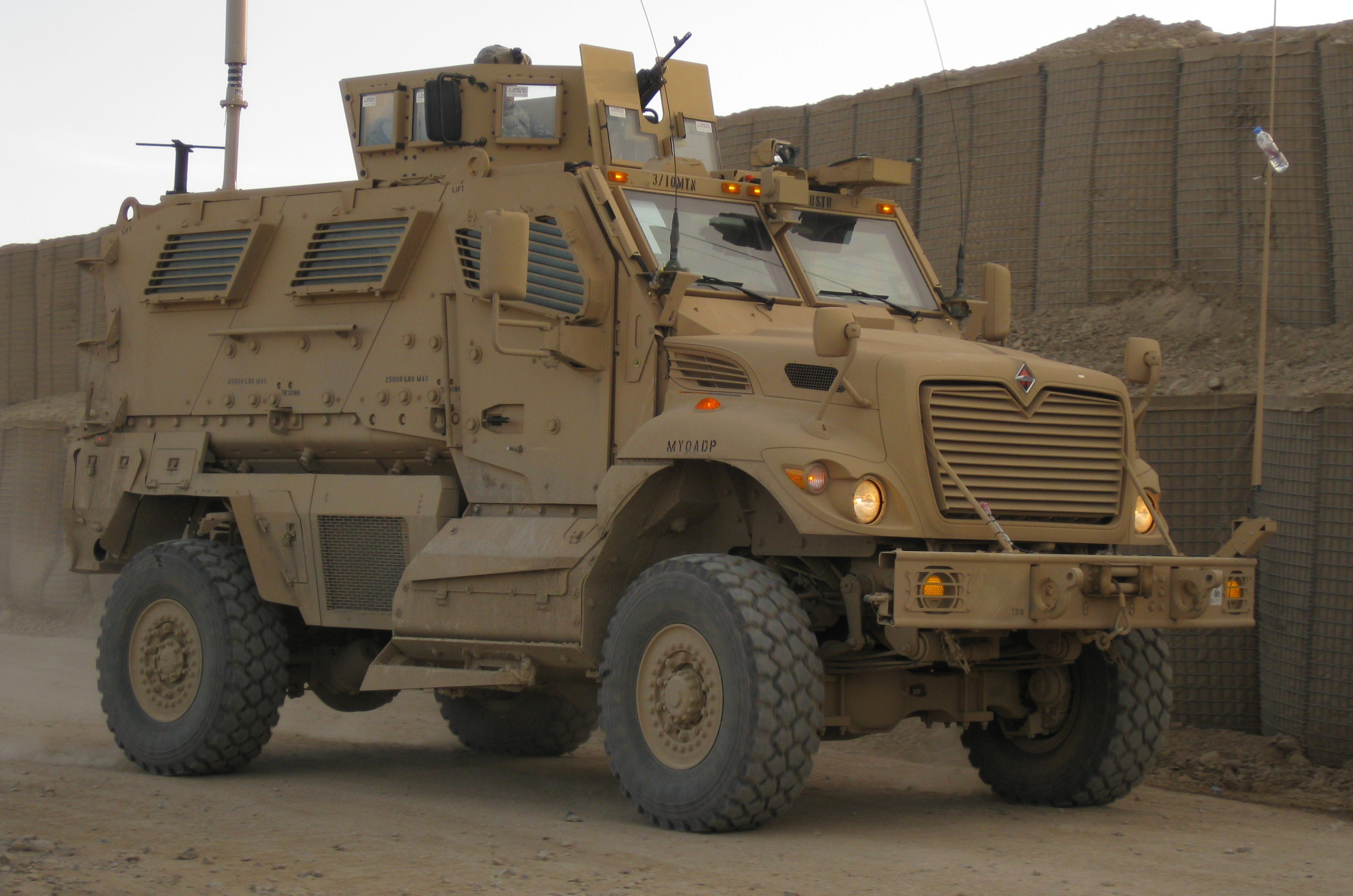
понад 1 000 бронемашин типу MRAP M1224 MaxxPro отримала Україна від США
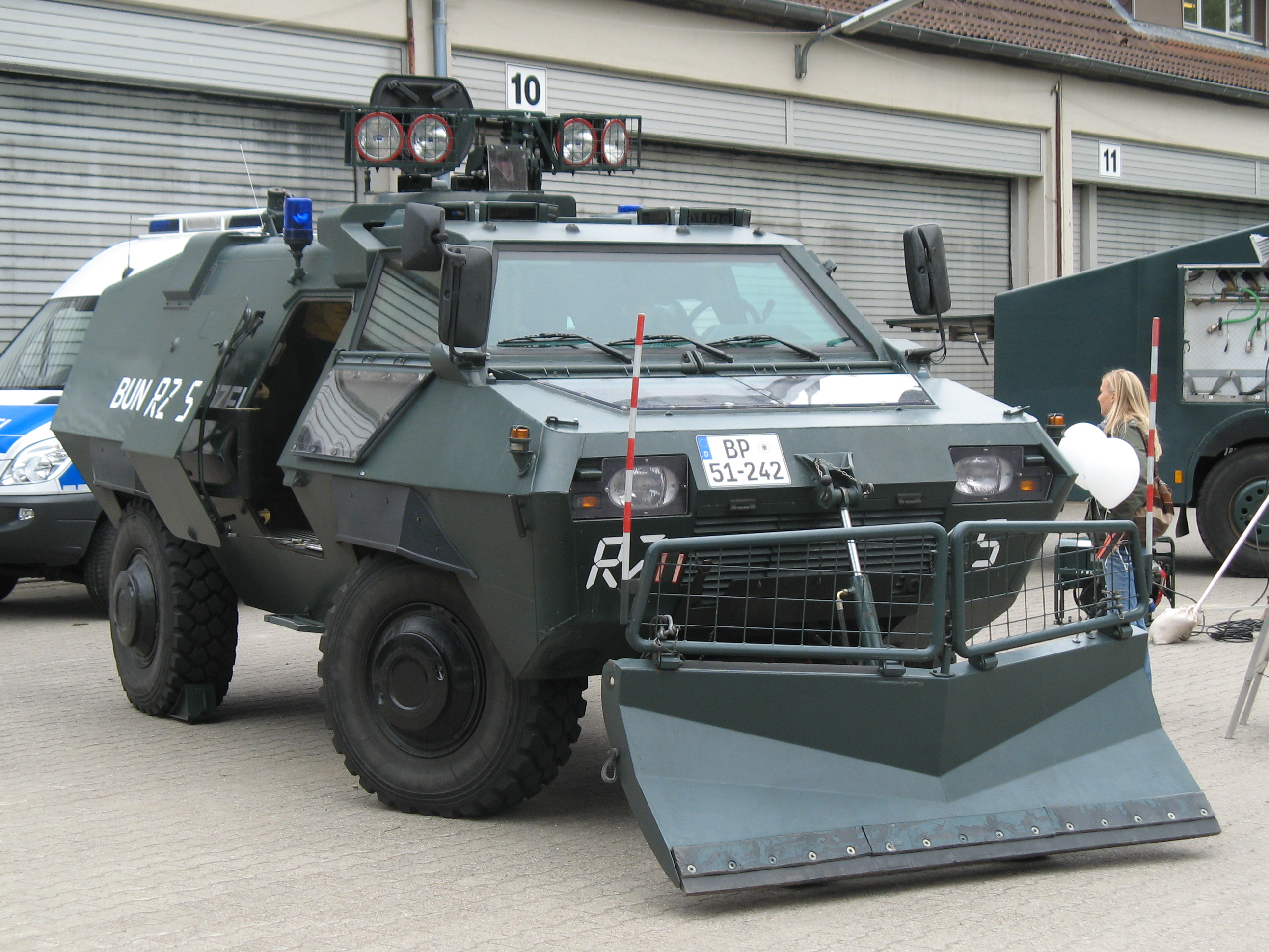
500 бронемашин типу Grenzschutzfahrzeuge має отримати Україна від Німеччини
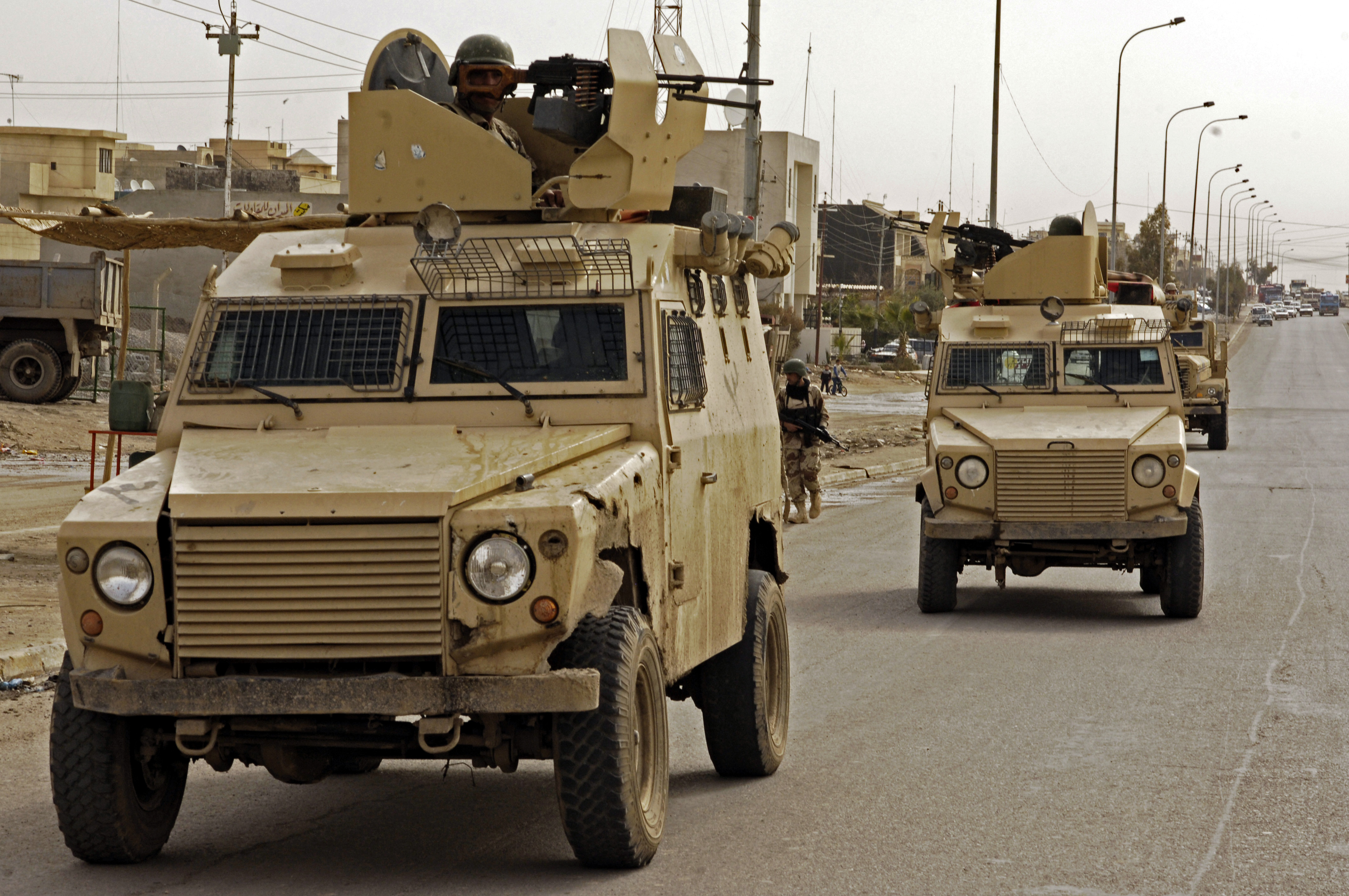
500 броньованих Land Rover Defenfer було отримано
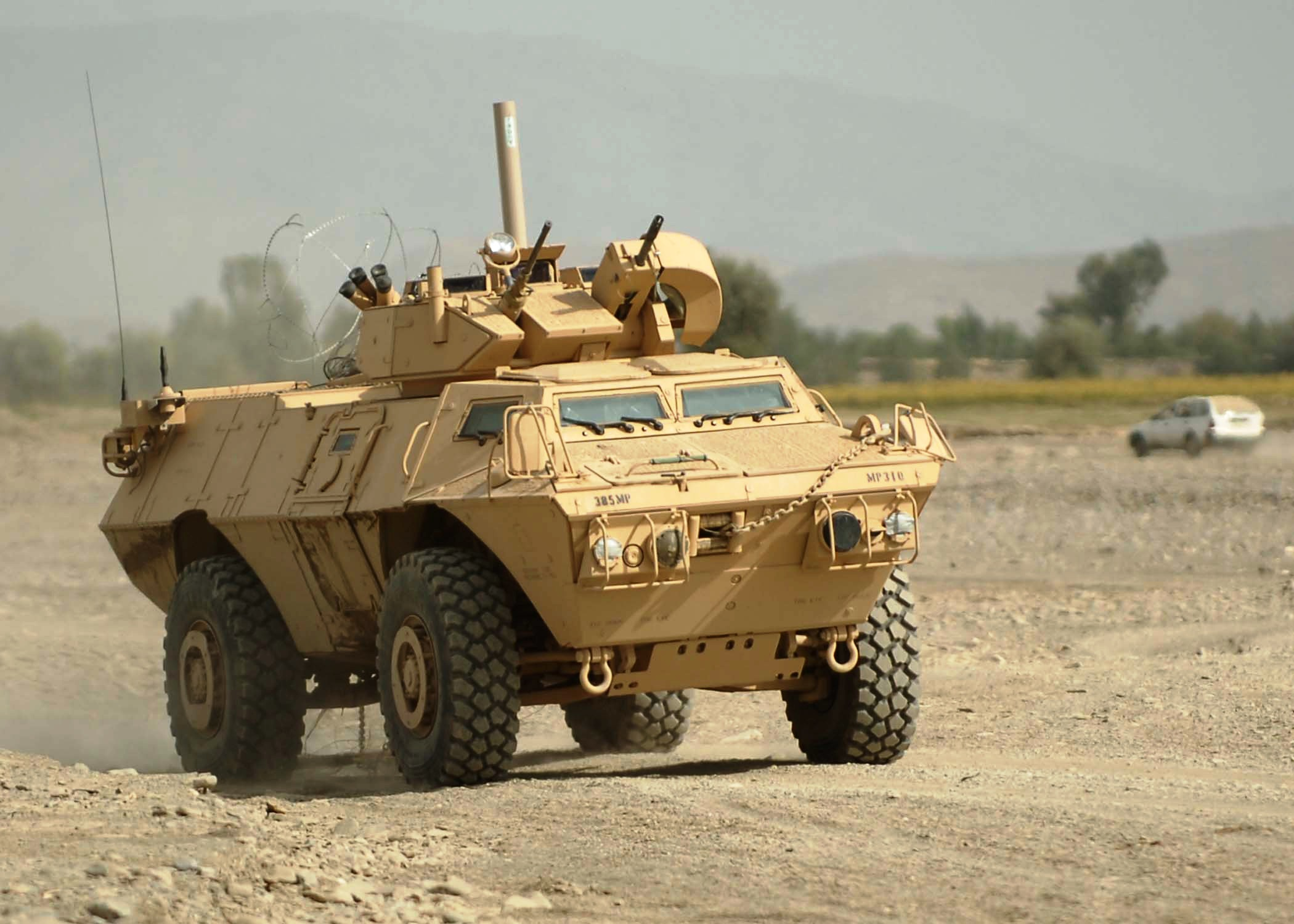
Щонайменше 400 бронетранспортерів M1117 отримала Україна
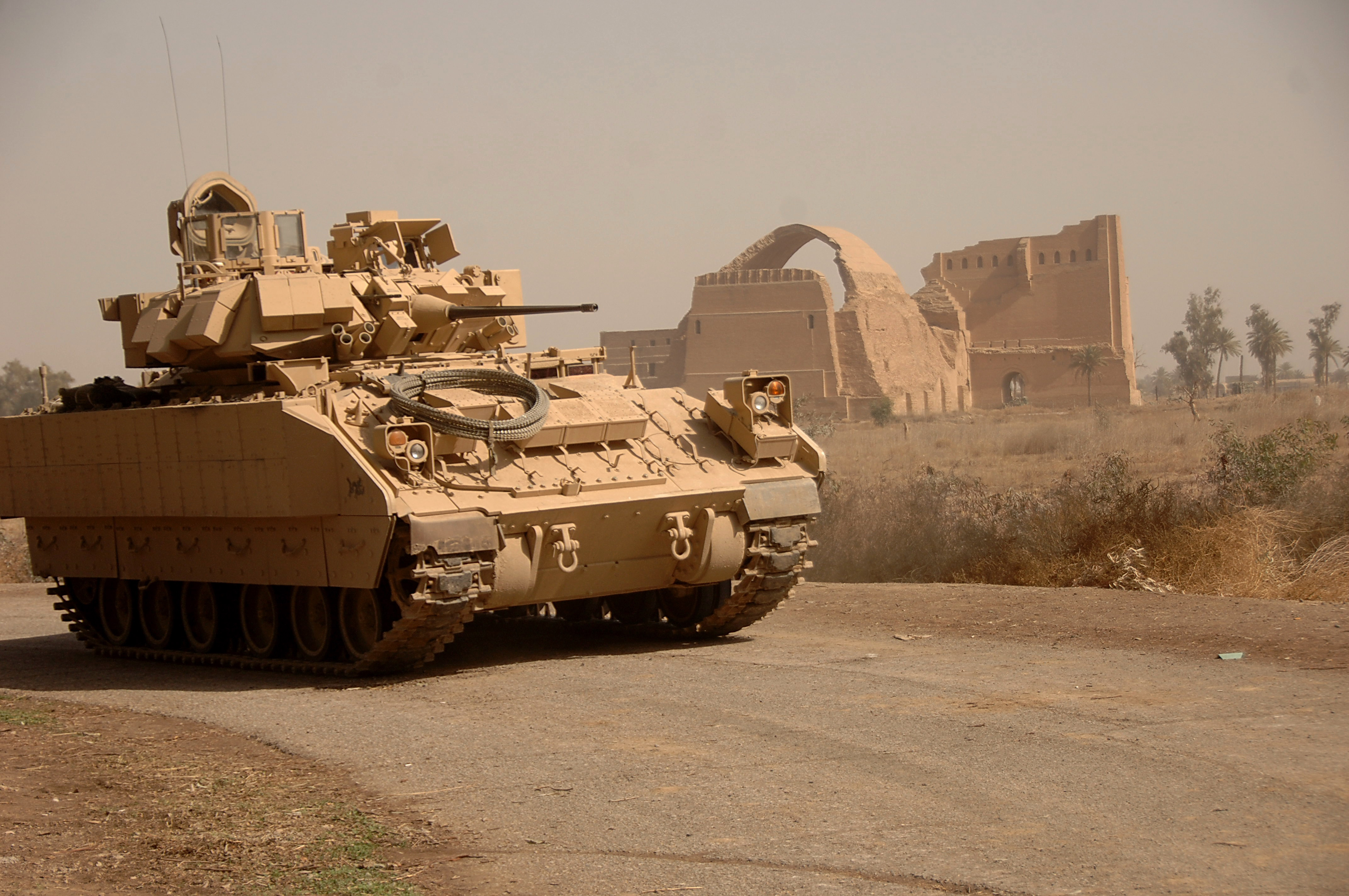
понад 300 бойових машин піхоти Bradley M2A2 ODS отримала Україна від США
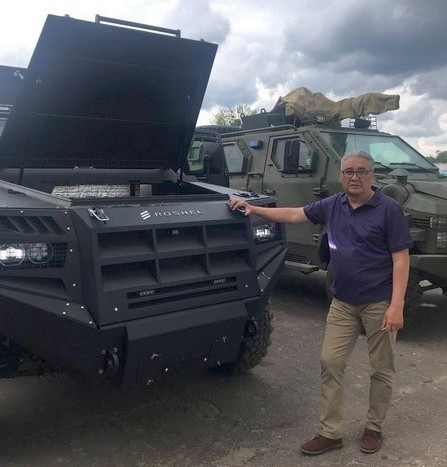
Понад 200 бронемашин Roshel Senator APC отримала Україна
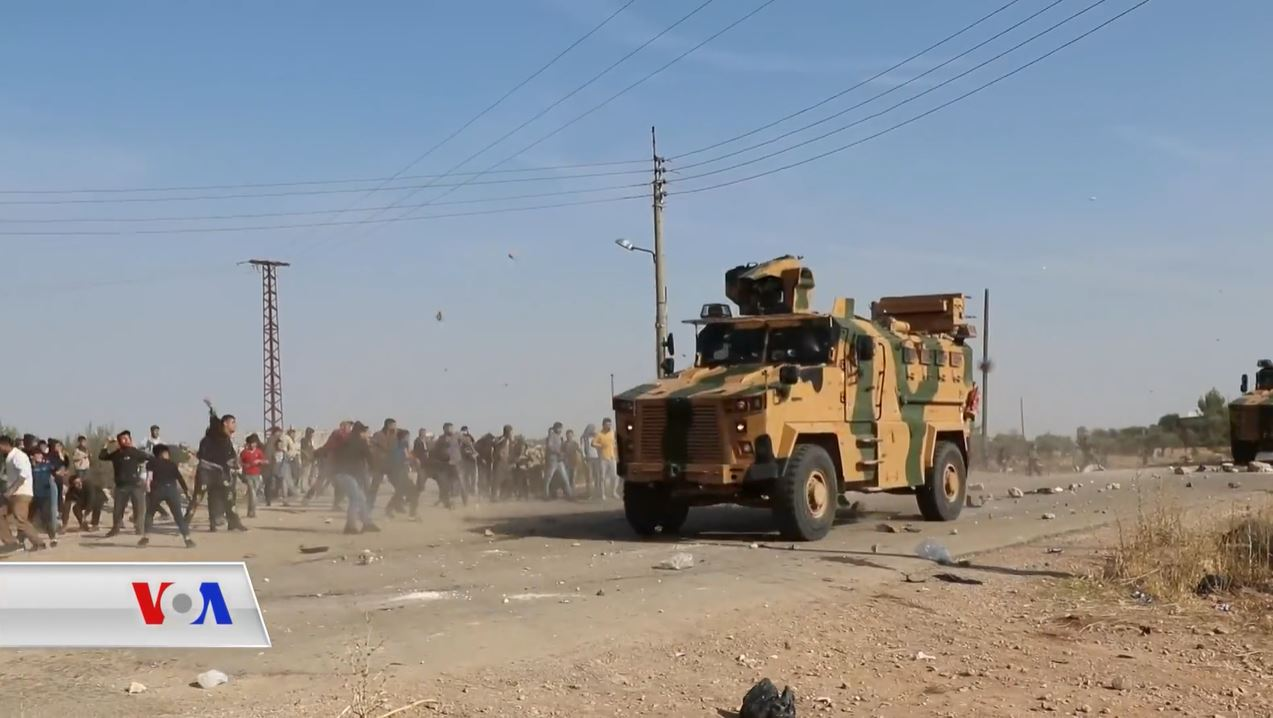
200 бронемашин типу MRAP BMC Kirpi отримала Україна від Туреччини
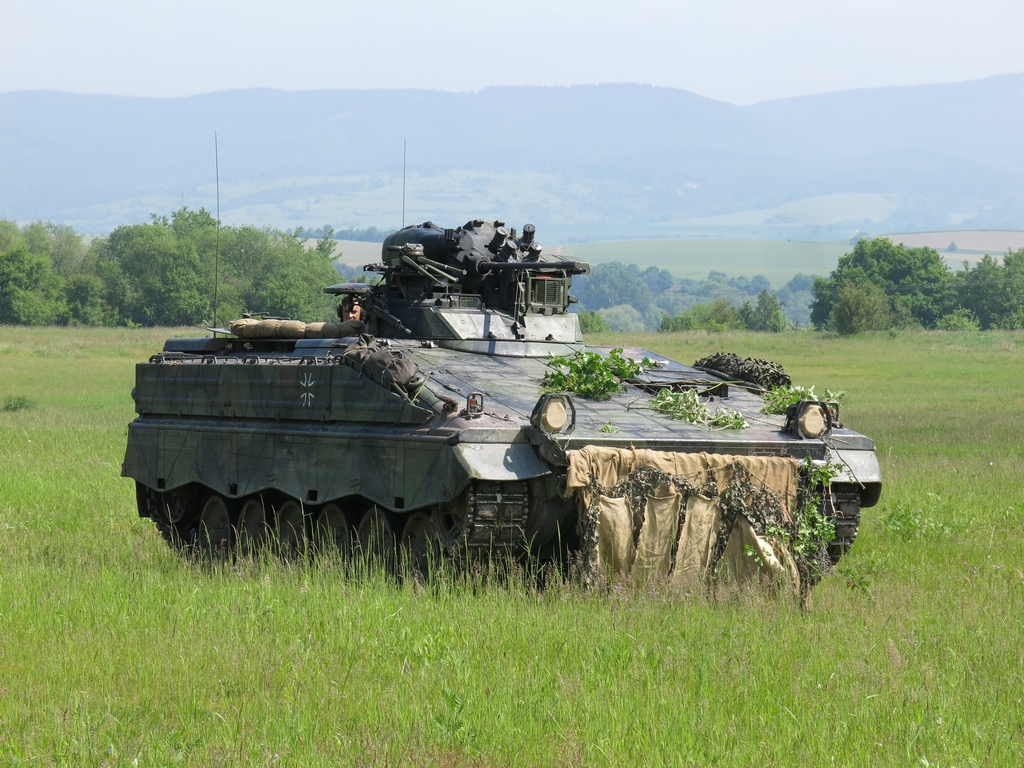
140 БМП Marder 1A3 передала Україні Німеччина

## Українське виробництво

### Загальна інформація
10 червня 2023 року стало відомо що Rheinmetall відкриє завод бронетехніки в Україні, де планують виробляти колісні бронетранспортери Fuchs і гусеничні бойові машин піхоти Lynx (станом на червень 2024 було оголошено про виробництво бойових машин піхоти Lynx, і випуск першої одиниці БМП протягом 2024 року). 19 серпня стало відомо що Україна і Швеція домовляються про спільне виробництво БМП CV 90. 28 грудня стало відомо що українська бронетехніка отримає новітню систему ситуаційної обізнаності Vegvisir Core.
9 січня 2024 року стало відомо що німецька боронна компанія Flensburger Fahrzeugbau Gesellschaft почала будівництво сервісного центру бронетехніки в Україні. 8 березня видання Reuters повідомило що Франція планує залучити деякі компанії для виробництва оборонного обладнання та техніки на території України, однією з компаній стане французьке відділення KNDS, яке спеціалізується на виробництві бронетехніки, танків, а також іншої оборонної продукції. 14 квітня стало відомо що разом із південноафриканською компанією Paramount Group одним з українських підприємств було налагоджено ліцензійне виробництво машин Mbombe 6x6. 10 травня канадський виробник бронемашин Roshel оголосив про плани розгорнути виробництво бронетехніки на території України. 26 липня було оприлюднено інформацію що в Україні почали виробництво бойових машин піхоти Lynx, очікується, що перша БМП зійде з конвеєра вже до кінця 2024 року. Від початку 2024 року (станом на кінець липня) до експлуатації в ЗСУ допустили п’ять нових зразків бронетехніки, однак, точні назви моделей бронемашин, які дозволили експлуатувати в ЗСУ, не розкривають.
5 червня 2025 року стало відомо що канадський виробник бронемашин Roshel відкрив завод в Україні. 3 серпня було оголошено про те що французька компанія Texelis повідомила про підписання меморандуму з неназваним українським оборонним партнером щодо створення лінійки броньованих машин в Україні.

### Постачання що тривають або завершені
| походження і назва | тип                                                                         | к-ть  | подробиці |
| --- | --------------------------------------------------------------------------- | ----- | --- |
| Кевлар-Е | бойова машина піхоти                                                        | 1     | 28.02.22 стало відомо що ПРАТ ХЗТУ передав на потреби армії дослідний зразок бойової машини Кевлар-Е                       |
| КрАЗ «Спартан» | бронеавтомобіль                                                             | —     | 02.03.22 стало відомо що АвтоКрАЗ безплатно передав броньовані машини «Спартан» і «Шрек»                                   |
| КрАЗ «Шрек» | бронеавтомобіль                                                             | —     | 02.03.22 стало відомо що АвтоКрАЗ безплатно передав броньовані машини «Спартан» і «Шрек»                                   |
| Serdar | бойовий модуль до бронетехніки                                              | —     | 08.08.22 помічено в Україні                                                                                                |
| БРЕМ перероблений із Т-62 | БРЕМ перероблений із Т-62                                                   | —     | 28.12.22 стало відомо про збирання БРЕМ на базі Т-62                                                                       |
| БТР-60М «Хорунжий» | бронетранспортер                                                            | —     | 19.02.23 помічений в зоні бойових дій                                                                                      |
| бронетранспортер медичної евакуації перероблений із МТ-ЛБ | бронетранспортер медичної евакуації перероблений із МТ-ЛБ                   | —     | 19.04.23 стало відомо про переобладнення частини трофейних МТ-ЛБ у бронетранспортери медичної евакуації                    |
| UAT-T COBRA | бронеавтомобіль                                                             | 1     | 21.04.23 стало відомо про передачу машини волонтерами 204-му окремому батальйону територіальної оборони                    |
| БТР-4Е | бронетранспортер                                                            | —     | 23.04.23 стало відомо про постачання                                                                                       |
| важка БМП перероблена із Т-62 | важка БМП перероблена із Т-62                                               | —     | 28.12.22 стало відомо про збирання важких БМП на базі Т-62                                                                 |
| «Отаман» | бронетранспортер                                                            | —     | 21.05.23 помічено у використанні українських військових                                                                    |
| БМ-7 «Парус» | дистанційно керований бойовий модуль                                        | —     | помічено встановлення даних бойових модулів на МТ-ЛБ                                                                       |
| бронетранспортер перероблений із Р-145БМ «Чайка» | бронетранспортер перероблений із Р-145БМ «Чайка»                            | —     | 08.07.23 помічено у використанні українських військових                                                                    |
| КШМ на базі бронеавтомобіля Senator APC | КШМ на базі бронеавтомобіля Senator APC                                     | —     | 10.07.23 стало відомо про постачання                                                                                       |
| БМП-1ЛБ | БМП на гусеничній платформі МТ-ЛБу з бойовим модулем (14.5-мм кулемет КПВТ) | —     | 24.07.23 стало відомо про подробиці виробництва, вперше помічені у червні 2023                                             |
| 27.07.23 стало відомо що компанія «Українська бронетехніка» розробила нову модифікацію бронеавтомобіля «Новатор-2»                                                                     |                                                                             |       | |
| КрАЗ «Спартан» | бронеавтомобіль                                                             | 1     | 03.08.23 стало відомо що фонд «Повернись живим» придбав бронеавтомобіль для механізованої бригади                          |
| 24.09.23 стало відомо що компанія «Українська бронетехніка» та підприємство «АвтоКрАЗ» пільно реалізовуватимуть проєкти з виробництва військової техніки                               |                                                                             |       | |
| 24.11.23 стало відомо що Українське науково-виробниче об’єднання «Практика» розробляє медичну евакуаційну машину для українських військових на базі вже існуючої бронемашини «Козак-7» |                                                                             |       | |
| 27.11.23 у Збройних Силах України була помічена нова версія БМП, яка оснащена бойовим модулем з 30-мм автоматичною гарматою                                                            |                                                                             |       | |
| ТБКМ «Дозор-Б» | бронеавтомобіль                                                             | 2     | 17.12.23 стало відомо що голова Харківської ОВА і народний депутат передали розвідникам ГУР МО дві бронемашини             |
| протимінний трал до HMMWV | протимінний трал до HMMWV                                                   | —     | 05.12.23 стало відомо що українські аграрії розробили колійний мінний трал для Humvee                                      |
| «Варта-Редут» | MRAP                                                                        | 1000+ | станом на лютий 2024 року відомо про 1000+ виготовлених бронеавтомобілів від «Українська бронетехніка» та НВО «Практика»   |
| СБА «Новатор» | бронеавтомобіль                                                             | 1000+ | станом на лютий 2024 року відомо про 1000+ виготовлених бронеавтомобілів від «Українська бронетехніка» та НВО «Практика»   |
| «Козак-7» | бронеавтомобіль                                                             | 1000+ | станом на лютий 2024 року відомо про 1000+ виготовлених бронеавтомобілів від «Українська бронетехніка» та НВО «Практика»   |
| Mbombe 6x6 | броньована бойова машина                                                    | —     | 18.04.24 стало відомо про налагодження ліцензійного виробництва машин Mbombe 6x6 в Україні                                 |
| «Козак-5» | бронеавтомобіль                                                             | 25    | 24.04.24 воїни 225 ОАвтБ отримали 15 бронемашин «Козак-2М1» та 25 «Козак-5» виробництва ПАТ «НВО «Практика»                |
| «Козак-2М1» | бронеавтомобіль                                                             | 15    | 24.04.24 воїни 225 ОАвтБ отримали 15 бронемашин «Козак-2М1» та 25 «Козак-5» виробництва ПАТ «НВО «Практика»                |
| КрАЗ Shrek RCV | спеціальний бронеавтомобіль                                                 | 1     | 25.06.24 запорізькі рятувальники отримали бронеавтомобіль КрАЗ                                                             |
| СБА «Новатор-2» | бронеавтомобіль                                                             | 5+    | 01.07.24 Національна гвардія України отримала першу партію новітніх бронеавтомобілів «Новатор-2»                           |
| СБА «Новатор-2» | бронеавтомобіль                                                             | 6+    | 07.08.24 Національна Гвардія України отримала партію бронеавтомобілів «Новатор-2»                                          |
| Inguar-3 | бронеавтомобіль                                                             | —     | 09.08.24 машина була помічена у експлуатації в бригаді «Азов», в тому числі у боях в Серебрянському лісництві на Луганщині |
| «Джура» | бронеавтомобіль                                                             | —     | 06.10.24 Збройні Сили отримали на озброєння перші легкі тактичні бронеавтомобілі «Джура» українського виробництва          |
| СБА «Новатор-2» | бронеавтомобіль                                                             | —     | 13.10.24 бригада «Азов» озброїлася вітчизняними бронемашинами «Новатор-2»                                                  |
| Lynx | бойова машина піхоти                                                        | 1/10  | 27.10.24 стало відомо що до кінця року завод Rheinmetall в Україні випустить першу партію БМП Lynx                         |
| СБА «Новатор-2» | санітарний бронеавтомобіль                                                  | —     | 03.12.24 стало відомо про передачу нових санітарно-евакуаційних автомобілів на базі бронемашини Новатор 2                  |
| Inguar-3 | MRAP                                                                        | —     | 30.12.24 стало відомо що компанія Inguar Defence отримала перші замовлення на бронемашину Inguar-3                         |
| «Джура» | бронеавтомобіль                                                             | —     | 25.02.25 батальйон безпілотних систем бригади «Азов» отримав бронемашини «Джура»                                           |
| UAT-TISA | бронеавтомобіль                                                             | —     | 30.05.25 першу партію бронеавтомобілів UAT-TISA передали Силам оборони                                                     |
| БМП-1ТС | бойова машина піхоти                                                        | —     | 05.06.25 спецпризначенців «Омеги» озброїли БМП-1ТС                                                                         |
| СБА «Новатор-2» | бронеавтомобіль                                                             | —     | 25.06.25 ЦСП «Омега» НГУ отримав бронеавтомобілі                                                                           |

### Заплановані постачання
| походження і назва | тип          | к-ть  | подробиці |
| ------------------ | ------------ | ----- | --- |
| бронетехніка       | бронетехніка | 0/750 | 04.12.23 стало відомо що Міністерство оборони України готує замовлення на 750 бойових броньованих машин українського виробництва |

## Постачання з-за кордону
26 березня 2024 року у Польщі розпочала роботу Коаліція бронетехніки, яка покликана підтримати спроможності Збройних Сил України. 24 грудня стало відомо що збанкрутілий польський тракторний завод Ursus, викуплений українським бізнесменом, змінить профіль роботи — ймовірно, випускатиме військову техніку для України.
3 травня 2025 року стало відомо що в Україні працюють над встановленням іспанських бойових модулів Guardian від компанії Escribano Mechanical and Engineering на бронетехніку радянського зразка. 9 травня стало відомо що українська компанія Beryl та польська MISTA розпочали розробку лінійки машин на базі Oncilla.

### Постачання що тривають або завершені

#### Бронеавтомобілі
| походження і назва | походження і назва      | тип                            | к-ть    | подробиці                                                                       |
| ------------------ | ----------------------- | ------------------------------ | ------- | ------------------------------------------------------------------------------- |
| Литва              | HMMWV                   | бронеавтомобіль                | —       | 13.02.22 стало відомо про постачання                                            |
|                    |                         |                                |         |                                                                                 |
| Україна            | Land Rover Defender     | броньований автомобіль         | 500     | броньовані автомобілі придбані за кошти Fintech Development LLC 23.04.22        |
| Іспанія            | URO VAMTAC              | бронеавтомобіль                | 10      | 24.04.22 було надіслано першу партію броонеавтомобілів VAMTAC                   |
| Португалія         | Iveco M 40.12 WM/P      | бронеавтомобіль                | 4       | 07.05.22 стало відомо про постачання бронеавтомобілів від Португалії            |
| Україна            | Oncilla 4x4 L2014-UD    | бронеавтомобіль                | 30      | 12.05.22 передача першої партії техніки, 30 одиниць станом на 17.03.23          |
| Італія             | Iveco LMV               | бронеавтомобіль                | —       | 13.05.22 стало відомо про постачання транспортних засобів                       |
| Велика Британія    | Pinzgauer Vector 718    | бронеавтомобіль                | 11      | 07.06.22 оприлюднено, 3 у медичному варіанті та 8 бронетранспортерів            |
| США                | BATT UMG                | бронеавтомобіль                | 100     | 08.06.22 стало відомо про плани придбання, в грудні помічений в Україні         |
| Україна            | Iveco VM 90             | бронеавтомобіль                | 1       | 02.07.22 стало відомо про постачання волонтером                                 |
| Україна            | MLS Shield              | бронеавтомобіль                | 11      | про придбання стало відомо 04.07.22                                             |
| Норвегія           | Iveco LMV               | бронеавтомобіль                | 14      | 30.07.22 стало відомо про передачу бронеавтомобілів від Норвегії                |
| США                | HMMWV                   | бронеавтомобіль                | 2       | 03.08.22 стало відомо про передачу бронеавтомобілів волонтером                  |
| Велика Британія    | Ferret Mk 1             | розвідувальний бронеавтомобіль | —       | 16.08.22 помічено в Україні                                                     |
| Україна            | LC79 APC-SH Fighter 2   | бронеавтомобіль                | 11      | 08.09.22 стало відомо про постачання волонтерами                                |
| Литва              | Toyota Land Cruiser 200 | броньований автомобіль         | 7       | 27.10.22 стало відомо про постачання                                            |
| Люксембург         | HMMWV                   | бронеавтомобіль                | 28      | 21.11.22 стало відомо про постачання                                            |
| —                  | Inkas Titan-S 4x4       | бронеавтомобіль                | 2+      | 10.12.22 помічено в Україні                                                     |
| —                  | Lavr                    | бронеавтомобіль                | —       | 12.12.22 помічені в Україні                                                     |
| Україна            | Land Rover Defender     | бронеавтомобіль                | 93      | 16.12.22 стало відомо про передачу волонтеркою 93 одиниці техніки               |
| Україна            | Pinzgauer Vector 718    | бронеавтомобіль                | 93      | 16.12.22 стало відомо про передачу волонтеркою 93 одиниці техніки               |
| Україна            | Ferret Mk 1             | бронеавтомобіль                | 93      | 16.12.22 стало відомо про передачу волонтеркою 93 одиниці техніки               |
| Словенія           | HMMWV                   | бронеавтомобіль                | —       | 16.12.22 помічено в Україні                                                     |
| Канада             | Gurkha                  | медичний бронеавтомобіль       | 13      | про постачання стало відомо 24.12.22                                            |
| Німеччина          | Iveco VM 90             | бронеавтомобіль                | —       | 21.01.23 стало відомо про постачання партії з 500 бронемашин та вантажівок      |
| —                  | Mowag Eagle             | бронеавтомобіль                | —       | 28.02.23 помічено в Україні                                                     |
| Польща             | Oncilla 4x4 L2014-UD    | бронеавтомобіль                | 1       | 16.03.23 стало відомо про постачання                                            |
| Україна            | Iveco VM 90Р            | бронеавтомобіль                | 1       | 20.03.23 стало відомо про постачання волонтерами                                |
| Україна            | Alvis Stormer           | бронеавтомобіль                | 140/155 | 26.04.23 стало відомо про постачання 155 бронемашин від волонтерів              |
| Чехія              | HMMWV                   | бронеавтомобіль                | 3       | 28.04.23 стало відомо про постачання чеськими волонтерами                       |
| Німеччина          | BATT UMG                | бронеавтомобіль                | 0       | 02.06.23 озвучено плани постачання, у квітні 2024 відомо про зірвання контракту |
| Україна            | Land Rover Defender     | броньований автомобіль         | 2       | 15.09.23 благодійники передали ДСНС два бронеавтомобіля                         |
| Україна            | Land Rover Snatch       | бронеавтомобіль                | 30      | 07.11.23 фонд Сергія Притули закупив 40 одиниць броньованої техніки             |
| Велика Британія    | Coyote TSV              | бронеавтомобіль                | —       | 02.03.24 помічено в Україні                                                     |
| Словенія           | BOV                     | бронеавтомобіль                | 26      | у переліку допомоги від Словенії оприлюдненому 13 червня 2024 року              |
| —                  | HMMWV                   | бронеавтомобіль                | 40      | 05.08.24 фонд «Help Heroes Of Ukraine» передав українським захисникам 40 HMMWV  |
| Нідерланди         | Fennek                  | розвідувальний бронеавтомобіль | —       | у переліку військової допомоги від Нідерландів опублікованому 29.09.24          |
| Німеччина          | Grenzschutzfahrzeuge    | бронеавтомобіль                | 265/500 | у переліку військової допомоги від Німеччини опублікованому 17.10.24            |
| Німеччина          | Volkswagen Amarok       | бронеавтомобіль                | 30      | у переліку військової допомоги від Німеччини опублікованому 17.10.24            |
| США                | HMMWV                   | бронеавтомобіль                | 5000+   | у переліку військової допомоги від США опублікованому 01.11.24                  |
| Польща             | AMZ Dzik-2              | бронеавтомобіль                | 19      | у переліку військової допомоги від Польщі опублікованому 06.11.24               |
| США                | HMMWV                   | бронеавтомобіль                | 3       | 23.11.24 благодійники доставили HMMWV для бригади «АЗОВ»                        |
| США                | HMMWV                   | бронеавтомобіль                | 1       | 02.01.25 стало відомо про передачу HMMWV для ГУР МО України                     |
| Україна            | Oncilla                 | бронеавтомобіль                | 200/300 | 09.05.25 стало відомо про постачання 300 бронемашин, з яких 200 вже доставлені  |
| Іспанія            | URO VAMTAC              | бронеавтомобіль                | 53      | у липні 2025 стало відомо про постачання протягом 2024 року                     |

#### MRAP
| походження і назва | походження і назва    | тип  | к-ть   | к-ть   | подробиці                                                                                          |
| ------------------ | --------------------- | ---- | ------ | ------ | -------------------------------------------------------------------------------------------------- |
| Іспанія            | RG-31 Nyala Ambulance | MRAP | 1      | 1      | 27.03.22 з'явилася інформація про передачу військової допомоги від Іспанії                         |
| Велика Британія    | Mastiff               | MRAP | 80     | 80     | 06.04.22 стало відомо про постачання партії бронетехніки у 120 одиниць до України                  |
| Велика Британія    | Wolfhound TSV         | MRAP | 80     | 80     | 06.04.22 стало відомо про постачання партії бронетехніки у 120 одиниць до України                  |
| Велика Британія    | Husky TSV             | MRAP | 80     | 80     | 06.04.22 стало відомо про постачання партії бронетехніки у 120 одиниць до України                  |
| Естонія            | Mamba                 | MRAP | 7+     | 7+     | 17.05.22 вперше помічено в Україні                                                                 |
| Туреччина          | BMC Kirpi 4x4         | MRAP | 200    | 200    | про постачання стало відомо 08.08.22                                                               |
| —                  | Gaia Amir             | MRAP | —      | —      | 11.11.22 помічено в Україні                                                                        |
| Туреччина          | Otokar Cobra II       | MRAP | 16+    | 16+    | 11.05.23 помічено в Україні, 16+ одиниць помічено під час транспортування у квітні в Румунії       |
| Австралія          | Bushmaster PMV        | MRAP | 90/120 | 90/120 | 90 машин класу MRAP передано протягом 2022-23, 12 липня 2023 передано ще 30                        |
| США                | MRAP                  | MRAP | 190    | 190    | 07.09.23 стало відомо про постачання партії бронетехніки для української поліції та прикордонників |
| Албанія            | International MaxxPro | MRAP | 22     | 22     | 19.09.23 стало відомо про постачання                                                               |
| Австралія          | Bushmaster PMV        | MRAP | —      | —      | 07.12.23 Австралія відправила Україні партію бронемашин Bushmaster                                 |
| —                  | Grizzly               | MRAP | —      | —      | 29.04.24 стало відомо про постачання волонтерами                                                   |
| Канада             | Roshel Senator MRAP   | MRAP | —      | 1400+  | 14.09.24 стало відомо що Roshel передав Україні 1400-й броньований автомобіль Senator              |
| Німеччина          | Dingo ATF             | MRAP | 50     | 50     | у переліку військової допомоги від Німеччини опублікованому 17.10.24                               |
| Німеччина          | MRAP                  | MRAP | 26     | 26     | у переліку військової допомоги від Німеччини опублікованому 17.10.24                               |
| США                | International MaxxPro | MRAP | 1000+  | 1000+  | у переліку військової допомоги від США опублікованому 01.11.24                                     |
| США                | Cougar                | MRAP | 1000+  | 1000+  | у переліку військової допомоги від США опублікованому 01.11.24                                     |
| США                | Oshkosh M-ATV         | MRAP | 1000+  | 1000+  | у переліку військової допомоги від США опублікованому 01.11.24                                     |
| Велика Британія    | Mastiff               | MRAP | 39     | 39     | 13.06.25 стало відомо про постачання                                                               |
| Велика Британія    | Ridgeback             | MRAP | 1      | 1      | 13.06.25 стало відомо про постачання                                                               |

#### Бронетранспортери
| походження і назва | походження і назва          | тип                                 | к-ть    | подробиці |
| ------------------ | --------------------------- | ----------------------------------- | ------- | --- |
| Велика Британія    | FV103 Spartan               | бронетранспортер                    | 35      | 06.04.22 з'явилася інформація про постачання партії бронетехніки                                                                                          |
| Велика Британія    | FV104 Samaritan             | бронетранспортер медичної евакуації | 5       | 06.04.22 з'явилася інформація про постачання партії бронетехніки                                                                                          |
| Франція            | VAB                         | бронетранспортер                    | 284     | міністр Збройних сил Франції повідомив про постачання 28.06.22                                                                                            |
| Канада             | LAV II ACSV Super Bison 8x8 | бронетранспортер                    | 39      | 30.06.22 стало відомо про постачання |
| Іспанія            | M113                        | бронетранспортер                    | 60      | 12.07.22 стало відомо про передачу, станом на 2024 — 60 одиниць                                                                                           |
| Фінляндія          | Sisu XA-180/185             | бронетранспортер                    | 5+      | 15.09.22 помічено в Україні, постачання цих бронетранспортерів не анонсувалося                                                                            |
| Франція            | ACMAT Bastion IMV           | бронетранспортер                    | 20      | 04.10.22 стало відомо про постачання |
| Румунія            | TAB-71M                     | бронетранспортер                    | 3+      | 18.11.22 помічено в Україні |
| —                  | Panthera T6                 | бронетранспортер                    | 12+     | 28.12.22 помічено в Україні |
| Франція            | ACMAT Bastion               | бронетранспортер                    | —       | 04.01.23 стало відомо про постачання |
| Велика Британія    | FV432 Bulldog               | бронетранспортер                    | 200     | 16.01.23 стало відомо про постачання |
| Велика Британія    | M113A1-B                    | бронетранспортер                    | 46      | 26.01.23 помічено в Україні |
| Україна            | OT-64 SKOT                  | бронетранспортер                    | 1       | 06.02.23 стало відомо про постачання волонтерським штабом львівського «Пласту» та волонтеркою                                                             |
| Україна            | KTO Rosomak                 | бронетранспортер                    | 200     | 01.04.23 стало відомо про замовлення, 30.07.23 помічено перші БТР в Україні                                                                               |
| Словенія           | Valuk                       | бронетранспортер                    | 20      | 26.04.23 стало відомо про постачання |
| Україна            | FV103 Spartan               | бронетранспортер                    | 140/155 | 26.04.23 стало відомо про постачання 155 бронемашин від волонтерів, з яких 101 від фонду Сергія Притули, 40 від СКУ та 14 від фонду Петра Порошенка       |
| Україна            | FV104 Samaritan             | бронетранспортер медичної евакуації | 140/155 | 26.04.23 стало відомо про постачання 155 бронемашин від волонтерів, з яких 101 від фонду Сергія Притули, 40 від СКУ та 14 від фонду Петра Порошенка       |
| Україна            | FV432 Bulldog               | бронетранспортер                    | 140/155 | 26.04.23 стало відомо про постачання 155 бронемашин від волонтерів, з яких 101 від фонду Сергія Притули, 40 від СКУ та 14 від фонду Петра Порошенка       |
| Франція            | VAB Gеnie                   | бронетранспортер для саперів        | —       | 09.05.23 стало відомо про плани постачання декількох десятків таких машин до України                                                                      |
| Бразилія           | VBTP-MR Guarani             | бронетранспортер                    | 0       | 10.05.23 стало відомо про можливість постачання, 30.06.23 відмовлено                                                                                      |
| Німеччина          | TPz Fuchs                   | бронетранспортер                    | —       | 20.05.23 стало відомо про плани виробляти бронетранспортери TPz Fuchs в Україні                                                                           |
| Португалія         | M113                        | бронетранспортер                    | 45      | 21.06.23 стало відомо про загальну кількість поставлених бронетранспортерів від Португалії                                                                |
| Австралія          | M113AS4 ALV                 | бронетранспортер                    | 56      | 26.06.23 стало відомо про постачання |
| Литва              | M113                        | бронетранспортер                    | 72      | у загальному переліку військової допомоги від Литви станом на червень 2023                                                                                |
| Велика Британія    | бронетехніка                | бронетехніка                        | 70      | 12.07.23 стало відомо про постачання |
| Болгарія           | БТР-60                      | бронетранспортер                    | 100     | 12.07.23 стало відомо про постачання |
| Україна            | FV103 Spartan               | бронетранспортер                    | 40      | 20.07.23 стало відомо про постачання від волонтерів |
| Бельгія            | YPR-765 PRI                 | бронетранспортер                    | —       | 31.08.23 помічено в Україні |
| Україна            | M113                        | бронетранспортер                    | 50      | 02.09.23 стало відомо що українські енергокомпанії придбали для прикордонників 50 БТР                                                                     |
| Іспанія            | VRAC                        | бронетранспортер                    | —       | 11.09.23 помічено в Україні |
| Бельгія            | M113                        | бронетранспортер                    | 40      | 15.09.23 стало відомо про постачання |
| Люксембург         | M113                        | бронетранспортер                    | 40      | 15.09.23 стало відомо про постачання |
| Нідерланди         | M113                        | бронетранспортер                    | 40      | 15.09.23 стало відомо про постачання |
| Норвегія           | M548                        | гусеничний бронетранспортер         | 50      | 19.09.23 стало відомо про постачання |
| Україна            | FV432 Bulldog               | бронетранспортер                    | 4       | 07.11.23 стало відомо що фонд Сергія Притули закупив 40 одиниць броньованої техніки британського виробництва                                              |
| Україна            | FV103 Spartan               | бронетранспортер                    | 1       | 07.11.23 стало відомо що фонд Сергія Притули закупив 40 одиниць броньованої техніки британського виробництва                                              |
| Україна            | M113                        | бронетранспортер                    | 27      | 18.12.23 стало відомо що Національній гвардії України передали 27 гусеничних бронетранспортерів M113 від ініціативи United24                              |
| Іспанія            | BMR-600 TECNOVE             | бронетранспортер медичної евакуації | 2       | 09.01.24 стало відомо про постачання |
| Канада             | LAV 6.0 ACSV 8х8            | бронетранспортер                    | 4/50    | 28.04.24 стало відомо про подробиці постачання, у червні перші бронетранспортери прибули до України                                                       |
| —                  | Puma 6×6                    | бронетранспортер                    | —       | 29.04.24 вперше помічено у користування українських військових                                                                                            |
| Велика Британія    | BvS 10 Viking               | амфібійний бронетранспортер         | 20      | 19.05.24 стало відомо про постачання |
| Франція            | VAB                         | бронетранспортер                    | 34/128  | у переліку допомоги від Франції оприлюдненому 8 червня 2024 року                                                                                          |
| Литва              | M113                        | бронетранспортер                    | 14      | 12.06.24 уряд Литви погодив передачу гусеничних бронетранспортерів для потреб Сил оборони України                                                         |
| Україна            | FV432 Bulldog               | бронетранспортер                    | 15      | 16.07.24 стало відомо про постачання |
| Україна            | FV432 Bulldog               | бронетранспортер                    | 12      | 13.08.24 компанія «Метінвест» відправила військовим 12 британських бронетранспортерів FV432 та дві БРЕМ FV434 із запчастинами                             |
| Литва              | M113                        | бронетранспортер                    | 14      | 16.08.24 Литва передала Україні новий пакет військової допомоги                                                                                           |
| Нідерланди         | BvS 10 Viking               | амфібійний бронетранспортер         | 28      | 31.08.24 Нідерланди в межах військової допомоги передали Україні 28 броньованих дволанкових гусеничних всюдиходів Bandvagn BvS 10 Viking                  |
| Латвія             | Patria AMV                  | бронетранспортер                    | 42      | 11.09.24 вересня стало відомо що Латвія передає Україні бронетранспортери Patria                                                                          |
| Литва              | M113                        | бронетранспортер                    | —       | 12.09.24 Литва відправила в Україну нову партію бронетранспортерів М113 та всюдиходів                                                                     |
| Нідерланди         | YPR-765                     | бронетранспортер                    | 353     | у переліку військової допомоги від Нідерландів опублікованому 29.09.24                                                                                    |
| Нідерланди         | Bandvagn 206/208            | гусеничний бронетранспортер         | 28      | у переліку військової допомоги від Нідерландів опублікованому 29.09.24                                                                                    |
|                    | M113G3DK                    | бронетранспортер                    | 54      | у переліку військової допомоги від Німеччини опублікованому 17.10.24                                                                                      |
| Німеччина          | Bandvagn 206/208            | гусеничний бронетранспортер         | 78      | у переліку військової допомоги від Німеччини опублікованому 17.10.24                                                                                      |
| Німеччина          | бронетранспортер            | бронетранспортер                    | 66      | у переліку військової допомоги від Німеччини опублікованому 17.10.24                                                                                      |
| США                | M113                        | бронетранспортер                    | 900+    | у переліку військової допомоги від США опублікованому 01.11.24                                                                                            |
| США                | M1117                       | бронетранспортер                    | 400+    | у переліку військової допомоги від США опублікованому 01.11.24                                                                                            |
| США                | M113A4                      | бронетранспортер медичної евакуації | 300     | у переліку військової допомоги від США опублікованому 01.11.24                                                                                            |
| США                | Stryker                     | бронетранспортер                    | 400+    | у переліку військової допомоги від США опублікованому 01.11.24                                                                                            |
| Польща             | МТ-ЛБ                       | бронетранспортер                    | 60      | у переліку військової допомоги від Польщі опублікованому 06.11.24                                                                                         |
| Польща             | FV103 Spartan               | бронетранспортер                    | 1       | у переліку військової допомоги від Польщі опублікованому 06.11.24                                                                                         |
| Італія             | VCC-2                       | бронетранспортер                    | —       | 26.11.24 Італійські гусеничні бронетранспортери VCC-2 надійшли на озброєння батальйону спеціального призначення «Донеччина»                               |
| Франція            | VAB Mk.3                    | бронетранспортер                    | —       | 26.01.25 в Україні помічено БТР VAB Mk.3 з бойовим модулем «Січ»                                                                                          |
| Литва              | запчастини до M113          | запчастини до M113                  | —       | 08.02.25 Литва передала Україні запчастини до бронетранспортерів                                                                                          |
| Канада             | LAV III                     | бронетранспортер                    | 25      | 24.02.25 стало відомо про постачання |
| Канада             | Roshel Senator APC          | бронетранспортер                    | 1700+   | 12.03.25 стало відомо що Roshel передав Україні 1700-й броньований автомобіль Senator (у грудні 2023 — 1000, у червні 2024 — 1140, у вересні 2024 — 1400) |
| Італія             | M113                        | бронетранспортер                    | 0/400   | 17.05.25 стало відомо що Італія планує передати Україні 400 бронетранспортерів M113                                                                       |
| Канада             | LAV II Coyote               | бронетранспортер                    | —       | 07.06.25 стало відомо що Канада надасть Україні нові машини сімейства LAV                                                                                 |
| Канада             | LAV II Bison                | бронетранспортер                    | —       | 07.06.25 стало відомо що Канада надасть Україні нові машини сімейства LAV                                                                                 |
| Іспанія            | Pegasso BMR M-600           | бронетранспортер                    | —       | 09.06.25 помічено в Україні |
| Іспанія            | BMR-600 VRAC                | бронетранспортер                    | —       | 09.06.25 помічено в Україні |
| Іспанія            | M113                        | бронетранспортер                    | 12      | у липні 2025 стало відомо про постачання протягом 2024 року                                                                                               |
| Бельгія            | Bandvagn 206/208            | гусеничний бронетранспортер         | 11      | у липні 2025 стало відомо про постачання Бельгією санітарних бронетранспортерів                                                                           |

#### Бойові машини піхоти
| походження і назва | походження і назва   | тип                  | к-ть    | подробиці                                                                     |
| ------------------ | -------------------- | -------------------- | ------- | ----------------------------------------------------------------------------- |
| Греція             | БМП-1A1-Ost          | бойова машина піхоти | 20/40   | 01.06.22 стало відомо про можливість передачі                                 |
| Словенія           | BVP M-80             | бойова машина піхоти | 35      | 16.06.22 стало відомо про постачання Словенією югославської версії БМП-1      |
| Словаччина         | PBV-501              | бойова машина піхоти | 30      | 23.08.22 стало відомо про постачання з Слочаччини, 29.11.22 поставлено        |
| Велика Британія    | FV510 Warrior        | бойова машина піхоти | —       | 08.01.23 стало відомо про можливість постачання                               |
| Швеція             | CV90                 | бойова машина піхоти | 51      | 18.01.23 стало відомо про постачання                                          |
| Норвегія           | CV90                 | бойова машина піхоти | —       | 01.02.23 стало відомо про можливість постачання                               |
| Чехія              | PBV-501              | бойова машина піхоти | 226     | у загальному переліку військової допомоги від Чехії опублікованому 22.02.23   |
| Чехія              | BPzV Svatava         | бойова машина піхоти | —       | 21.05.23 помічено в Україні                                                   |
| Південна Корея     | N-WAV                | бойова машина піхоти | —       | 16.11.23 стало відомо про можливість постачання                               |
| Швеція             | CV90                 | бойова машина піхоти | —       | 20.02.24 були озвучені подробиці нового траншу військової допомоги від Швеції |
| Німеччина          | Marder               | бойова машина піхоти | 140/160 | у переліку військової допомоги від Німеччини опублікованому 17.10.24          |
| Німеччина          | запчастини до Marder | запчастини до Marder | —       | у переліку військової допомоги від Німеччини опублікованому 17.10.24          |
| США                | Bradley M2A2 ODS     | бойова машина піхоти | 300+    | у переліку військової допомоги від США опублікованому 01.11.24                |
| Польща             | BWP-1                | бойова машина піхоти | 400     | у переліку військової допомоги від Польщі опублікованому 06.11.24             |
| Італія             | Centauro B1          | бойова машина піхоти | —       | 21.02.25 стало відомо про ймовірне постачання бронетехніки                    |
| США                | Bradley M2A2 ODS     | бойова машина піхоти | —       | 23.07.25 стало відомо про продаж бойових машин піхоти Україні                 |

#### Інша бронетехніка
| походження і назва | походження і назва                     | тип                                          | к-ть    | подробиці |
| ------------------ | -------------------------------------- | -------------------------------------------- | ------- | --- |
| Велика Британія    | FV105 Sultan                           | командно-штабна машина                       | 5       | 06.04.22 з'явилася інформація про постачання партії бронетехніки у 120 одиниць до України, з них 80 машин Wolfhound, Mastif та Husky                |
| Велика Британія    | FV106 Samson                           | броньована ремонтно-евакуаційна машина       | 5       | 06.04.22 з'явилася інформація про постачання партії бронетехніки у 120 одиниць до України, з них 80 машин Wolfhound, Mastif та Husky                |
| Велика Британія    | FV107 Scimitar                         | бойова розвідувальна машина                  | 5       | 06.04.22 з'явилася інформація про постачання партії бронетехніки у 120 одиниць до України, з них 80 машин Wolfhound, Mastif та Husky                |
| —                  | M113 Beobachtungspanzer                | машина управління вогнем артилерії           | —       | 14.12.22 помічено в Україні |
| Велика Британія    | інша бронетехніка                      | інша бронетехніка                            | 200     | 16.01.23 стало відомо про постачання |
| США                | ARV M88A2                              | ремонтно-евакуаційна машина (до M1 Abrams)   | 8       | 25.01.23 стало відомо про постачання |
| —                  | M88A2 Hercules                         | ремонтно-евакуаційна машина                  | —       | 01.02.23 помічено в Україні |
| Франція            | AMX-10RC                               | бойова розвідувальна машина/винищувач танків | 38      | 16.02.23 стало відомо про постачання |
| Фінляндія          | Leopard 2R                             | машина розміновування на базі Leopard 2      | 3       | 23.02.23 стало відомо про постачання першої партії з трьох машин                                                                                    |
| Канада             | Bergepanzer 3                          | броньована машина підтримки                  | 1+      | 18.03.23 стало відомо про постачання |
| Норвегія           | Bergepanzer 2                          | броньована машина підтримки                  | 2       | 20.03.23 стало відомо про постачання |
| Норвегія           | NM189 Ingeniorpanservogn               | броньована інженерна машина                  | 2       | 20.03.23 стало відомо про постачання |
| Фінляндія          | Leopard 2R                             | машина розміновування на базі Leopard 2      | 3       | 23.03.23 стало відомо про постачання другої партії з трьох машин                                                                                    |
| Велика Британія    | CRARRV                                 | броньована ремонтно-евакуаційна машина       | —       | 28.03.23 помічено в Україні |
| —                  | Bandvagn 10                            | броньований всюдихід на гусеничному ходу     | —       | 30.03.23 помічено в Україні |
| Австралія          | OS Defence Systems                     | бойовий модуль до бронетехніки               | 150     | 03.04.23 стало відомо про замовлення |
| США                | броньована ремонтно-евакуаційна машина | броньована ремонтно-евакуаційна машина       | 18      | у переліку військової допомоги від США опублікованому 04.04.23                                                                                      |
| США                | машина логістичної підтримки           | машина логістичної підтримки                 | 8       | у переліку військової допомоги від США опублікованому 04.04.23                                                                                      |
| Україна            | FV105 Sultan                           | командно-штабна машина                       | 140/155 | 26.04.23 стало відомо про постачання 155 бронемашин від волонтерів, з яких 101 від фонду Сергія Притули, 40 від СКУ та 14 від фонду Петра Порошенка |
| Україна            | FV106 Samson                           | броньована ремонтно-евакуаційна машина       | 140/155 | 26.04.23 стало відомо про постачання 155 бронемашин від волонтерів, з яких 101 від фонду Сергія Притули, 40 від СКУ та 14 від фонду Петра Порошенка |
| Україна            | FV434                                  | броньована ремонтно-евакуаційна машина       | 140/155 | 26.04.23 стало відомо про постачання 155 бронемашин від волонтерів, з яких 101 від фонду Сергія Притули, 40 від СКУ та 14 від фонду Петра Порошенка |
| Україна            | Shielder                               | міноукладач                                  | 140/155 | 26.04.23 стало відомо про постачання 155 бронемашин від волонтерів, з яких 101 від фонду Сергія Притули, 40 від СКУ та 14 від фонду Петра Порошенка |
| Португалія         | M577                                   | командно-штабна машина                       | 7       | 21.06.23 стало відомо про загальну кількість поставлених бронетранспортерів від Португалії                                                          |
| Австралія          | інша бронетехніка                      | інша бронетехніка                            | 14      | 26.06.23 стало відомо про постачання |
| Литва              | M577                                   | командно-штабна машина                       | 72      | у загальному переліку військової допомоги від Литви станом на червень 2023                                                                          |
| Туреччина          | SARP DUAL                              | дистанційно керований бойовий модуль         | —       | 02.07.23 стало відомо про використання даних бойових модулів, помічено встановлення на МТ-ЛБ                                                        |
| Велика Британія    | бронетехніка                           | бронетехніка                                 | 70      | 12.07.23 стало відомо про постачання |
| Швеція             | Bärgningsbandvagn 90                   | броньована ремонтно-евакуаційна машина       | —       | 19.07.23 помічено в Україні |
| Чехія              | VT-72B                                 | інженерний танк                              | —       | 28.07.23 помічено в Україні |
| Велика Британія    | FV107 Scimitar                         | бойова розвідувальна бронемашина             | 23      | 05.09.23 стало відомо що Британія передає бронемашини FV107 Scimitar                                                                                |
| Південна Корея     | K600 Rhino                             | броньована інженерна машина                  | 2       | 18.09.23 стало відомо про постачання |
| Норвегія           | M548                                   | гусеничний бронетранспортер                  | 50      | 19.09.23 стало відомо про постачання |
| Україна            | FV434                                  | броньована ремонтно-евакуаційна машина       | 4       | 07.11.23 стало відомо що фонд Сергія Притули закупив 40 одиниць броньованої техніки британського виробництва                                        |
| Україна            | FV105 Sultan                           | командно-штабна машина                       | 1       | 07.11.23 стало відомо що фонд Сергія Притули закупив 40 одиниць броньованої техніки британського виробництва                                        |
| Велика Британія    | Bandvagn 10                            | броньований всюдихід на гусеничному ходу     | 20      | 11.12.23 стало відомо про постачання |
| Литва              | M577                                   | командно-штабна машина                       | —       | 10.01.24 стало відомо про постачання |
| Австралія          | HMT Extenda Mk 2                       | машина спеціального призначення              | —       | 02.03.24 стало відомо про постачання |
| Литва              | M577                                   | командно-штабна машина                       | 4+      | 06.04.24 Литва передала Україні командно-штабні машини М577                                                                                         |
| Велика Британія    | BvS 10 Viking                          | амфібійний бронетранспортер                  | 20      | 19.05.24 стало відомо про постачання |
| Україна            | FV434                                  | броньована ремонтно-евакуаційна машина       | 2       | 16.07.24 стало відомо про постачання |
| Україна            | FV434                                  | броньована ремонтно-евакуаційна машина       | 2       | 13.08.24 компанія «Метінвест» відправила військовим 12 британських бронетранспортерів FV432 та дві БРЕМ FV434 із запчастинами                       |
| Іспанія            | бойовий модуль до бронетехніки         | бойовий модуль до бронетехніки               | —       | 17.08.24 стало відомо що українські бронемашини «Козак-5» отримали бойовий модуль компанії Escribano Mechanical & Engineering                       |
| Україна            | FV434                                  | броньована ремонтно-евакуаційна машина       | 1       | 26.08.24 воїни 100-ї окремої механізованої бригади отримали ремонтно-евакуаційну машину FV434 від фонду Сергія Притули                              |
| Німеччина          | Bergepanzer 2                          | броньована машина підтримки                  | 22      | у переліку військової допомоги від Німеччини опублікованому 17.10.24                                                                                |
| Німеччина          | Bergepanzer 3                          | броньована машина підтримки                  | 2/11    | у переліку військової допомоги від Німеччини опублікованому 17.10.24                                                                                |
| Німеччина          | Pionierpanzer 2A1 Dachs AEV            | броньована інженерна машина                  | 12/15   | у переліку військової допомоги від Німеччини опублікованому 17.10.24                                                                                |
| Німеччина          | All Terrain Tracked Carrier Warthog    | командно-штабна машина                       | 11      | у переліку військової допомоги від Німеччини опублікованому 17.10.24                                                                                |
| Німеччина          | All Terrain Tracked Carrier Warthog    | броньована машина підтримки                  | 5       | у переліку військової допомоги від Німеччини опублікованому 17.10.24                                                                                |
| Велика Британія    | FV180                                  | бойовий інженерний трактор                   | —       | помічений у жовтні 2023 року, у відеорепортажі з 3 ОШБр                                                                                             |
| США                | M984A4 HEMTT                           | броньована ремонтно-евакуаційна машина       | 153     | у переліку військової допомоги від США опублікованому 01.11.24                                                                                      |
| США                | M1089A1P2                              | броньована ремонтно-евакуаційна машина       | 153     | у переліку військової допомоги від США опублікованому 01.11.24                                                                                      |
| США                | M577                                   | командно-штабна машина                       | 10      | у переліку військової допомоги від США опублікованому 01.11.24                                                                                      |
| США                | M7 Bradley Fire Support Team           | броньована машина вогневої підтримки         | 4       | у переліку військової допомоги від США опублікованому 01.11.24                                                                                      |
| США                | M992 (до M109)                         | транспортно-заряджальна бронемашина          | —       | у переліку військової допомоги від США опублікованому 01.11.24                                                                                      |
| США                | M992A2 FAASV                           | транспортно-заряджальна бронемашина          | —       | у переліку військової допомоги від США опублікованому 01.11.24                                                                                      |
| США                | M1150 ABV                              | бронемашина для знешкодження мін і вибухівок | —       | у переліку військової допомоги від США опублікованому 01.11.24                                                                                      |
| Польща             | KTO Rosomak                            | машина управління вогнем (з M120 Rak)        | 4       | у переліку військової допомоги від Польщі опублікованому 06.11.24                                                                                   |
| Польща             | LCG                                    | машина управління вогнем (з AHS Krab)        | —       | у переліку військової допомоги від Польщі опублікованому 06.11.24                                                                                   |
| Швеція             | Epbv 3022                              | машина управління вогнем артилерії           | —       | 08.12.24 помічено у використанні українськими військовими                                                                                           |
| Канада             | Roshel Senator MRAP КШМ                | командно-штабна машина                       | 5       | 23.12.24 стало відомо про переобладнання пʼяти бронемашин у КШМ                                                                                     |
| Бельгія            | броньований санітарний автомобіль      | броньований санітарний автомобіль            | 100     | 17.05.25 стало відомо про постачання броньованих санітарних автомобілів                                                                             |
| Велика Британія    | бронетехніка сімейства CVR(T)          | бронетехніка сімейства CVR(T)                | 168     | 13.06.25 стало відомо про постачання |

### Заплановані постачання
| походження і назва | походження і назва            | тип                           | к-ть   | подробиці |
| ------------------ | ----------------------------- | ----------------------------- | ------ | --- |
| Бельгія            | Iveco LMV                     | бронеавтомобіль               | 0/80   | 29.08.23 стало відомо про постачання |
| Німеччина          | MRAP                          | MRAP                          | 0/200  | 19.09.23 стало відомо про постачання |
| Німеччина          | Rheinmetall Caracal           | бронеавтомобіль               | 0/20   | 27.02.24 Україна дозамовила додаткову партію легких тактичних бронеавтомобілів Caracal виробництва німецького концерну Rheinmetall                                 |
| Бельгія            | Iveco LMV                     | бронеавтомобіль               | 0/300  | 18.03.24 уряди Бельгії та Нідерландів оголосили про передачу 300 багатоцільових бронемашин Iveco Lynx                                                              |
| Косово             | бронетехніка                  | бронетехніка                  | —      | 20.03.24 стало відомо про плани постачання від республіки Косово                                                                                                   |
| Франція            | VAB                           | бронетранспортер              | 0/200+ | 31.03.24 міністр оборони Франції Себастьян Лекорню повідомив про новий пакет військової допомоги, до якого ввійдуть сотні одиниць бронетехніки                     |
| Франція            | бронетехніка                  |                               | 0/200+ | 31.03.24 міністр оборони Франції Себастьян Лекорню повідомив про новий пакет військової допомоги, до якого ввійдуть сотні одиниць бронетехніки                     |
| Велика Британія    | Husky TSV                     | MRAP                          | 0/160  | у новому пакеті допомоги, оголошеному 11.05.24 |
| Велика Британія    | бронетехніка                  | бронетехніка                  | 0/240  | у новому пакеті допомоги, оголошеному 11.05.24 |
| Нідерланди         | YPR-765                       | бронетранспортер              | —      | 20.05.24 стало відомо про постачання |
| Франція            | ACMAT Bastion                 | бронеавтомобіль               | 0/11   | 24.05.24 були озвучені подробиці постачання бронетехніки |
| Німеччина          | GTK Boxer                     | бронетранспортер              | —      | 25.05.24 Німеччина повідомила про плани постачання бронетранспортерів oxer EITO 8x8д о України                                                                     |
| Швеція             | Pansarbandvagn 302            | бронеавтомобіль               | —      | 29.05.24 Швеція оголосила про передачу Україні всіх своїх бронетранспортерів Pansarbandvagn 302                                                                    |
| Данія              | CV90                          | бойова машина піхоти          | 0/230  | 07.06.24 стало відомо що Нідерланди приєдналися до ініціативи Данії й Швеції з закупівлі для України бойових машин піхоти CV90                                     |
| Нідерланди         | CV90                          | бойова машина піхоти          | 0/230  | 07.06.24 стало відомо що Нідерланди приєдналися до ініціативи Данії й Швеції з закупівлі для України бойових машин піхоти CV90                                     |
| Швеція             | CV90                          | бойова машина піхоти          | 0/230  | 07.06.24 стало відомо що Нідерланди приєдналися до ініціативи Данії й Швеції з закупівлі для України бойових машин піхоти CV90                                     |
| Франція            | VAB                           | бронетранспортер              | 0/128  | 18 липня стало відомо що Франція готує новий пакет військової допомоги для України, йдеться про 128 бронемашин VAB, 18 самохідних гаубиць Caesar та 24 легкі танки |
| Франція            | легкий танк                   | легкий танк                   | 0/24   | 18 липня стало відомо що Франція готує новий пакет військової допомоги для України, йдеться про 128 бронемашин VAB, 18 самохідних гаубиць Caesar та 24 легкі танки |
| Канада             | M113                          | бронетранспортер              | 0/29   | 07.09.24 стало відомо про постачання нової партії бронетехніки від Канади                                                                                          |
| Канада             | LAV-2 Coyote                  | бронетранспортер              | 0/64   | 07.09.24 стало відомо про постачання нової партії бронетехніки від Канади                                                                                          |
| Латвія             | бойова машин сімейства CVR(T) | бойова машин сімейства CVR(T) | 0/9    | 16.09.24 стало відомо що міністерство оборони Латвії передасть Україні частину придбаних у Сполученому Королівстві бойових машин сімейства CVR(T)                  |
| Німеччина          | Rheinmetall Caracal           | бронеавтомобіль               | 0/20   | у переліку військової допомоги від Німеччини опублікованому 19.09.24                                                                                               |
| Німеччина          | FFG                           | MRAP                          | 0/400  | у переліку військової допомоги від Німеччини опублікованому 19.09.24                                                                                               |
| Німеччина          | Bergepanzer 2                 | броньована машина підтримки   | 0/21   | 07.10.24 Бундесвер оголосив про плани переробити 21 броньовану ремонтно-евакуаційну машину на інженерні машини розгородження та передати Україні                   |
| Хорватія           | BVP M-80                      | бойова машина піхоти          | 0/30   | 28.10.24 стало відомо що Хорватія закупить в Німеччини танки Leopard 2, віддавши старі бойові машини піхоти M-80 Україні                                           |
| Швеція             | CV90                          | бойова машина піхоти          | 0/40   | 06.12.24 стало відомо про плани постачання |
| Данія              | CV90                          | бойова машина піхоти          | 0/40   | 06.12.24 стало відомо про плани постачання |
| Нідерланди         | YPR-765 PRGWT                 | бронетранспортер              | 0/25   | 12.02.25 стало відомо про передачу 25 санітарних бронетранспортерів                                                                                                |
| Словаччина         | C-UAS Wolf 25 AD              | бронеавтомобіль               | —      | 28.04.25 стало відомо про початок постачання нового бронеавтомобіля                                                                                                |

### Можливі постачання
| походження і назва | походження і назва | тип                  | к-ть | подробиці |
| ------------------ | ------------------ | -------------------- | ---- | --- |
| Іспанія            | ASCOD              | бойова машина піхоти | 0/50 | 25.06.24 General Dynamics European Land Systems виступив із пропозицією уряду Іспанії виготовити до 50 БМП ASCOD протягом року для України |

## Трофеї
Показано кількість захопленої неушкодженої техніки.
| походження і назва      | походження і назва                             | к-ть | подробиці                                                                                              |
| ----------------------- | ---------------------------------------------- | ---- | --- |
| МТ-ЛБ                   | бронетранспортер                               | 237  | задокументовано 237 неушкоджених трофеїв (МТ-ЛБ, -ЛБМ -ЛБВМ -ЛБВМК, -ЛБу) станом на 25.05.23           |
| БМП-2                   | бойова машина піхоти                           | 221  | задокументовано 216 неушкоджених трофеїв БМП-2 та 5 БМП-2М станом на 25.05.23                          |
| БТР-82                  | бронетранспортер                               | 122  | задокументовано 122 неушкоджених трофеї модифікації БТР-82А станом на 14.07.23                         |
| БМП-1                   | бойова машина піхоти                           | 89   | задокументовано 83 неушкоджених трофеїв БМП-1, 4 БМП-1АМ та 2 БМП-1КШ станом на 25.05.23               |
| БМП-3                   | бойова машина піхоти                           | 57   | задокументовано 57 неушкоджених трофеїв станом на 25.05.23                                             |
| БТР-80                  | бронетранспортер                               | 55   | задокументовано 55 неушкоджених трофеїв станом на 25.05.23                                             |
| Р-149                   | бронетранспортер                               | 51   | задокументовано 32 неушкоджених трофеї Р-149МА1, 18 Р-149МА3 та 1 Р-149АКШ-1 станом на 25.05.23        |
| БМД-2                   | бойова машина піхоти                           | 50   | задокументовано 50 неушкоджених трофеїв станом на 25.05.23                                             |
| ГАЗ «Тигр»              | бронеавтомобіль                                | 37   | задокументовано 30 неушкоджених трофеїв «Тигр-М» та 7 «Тигр» станом на 25.05.23                        |
| БТР-Д                   | бронетранспортер                               | 21   | задокументовано 21 неушкоджений трофей станом на 25.05.23                                              |
| 9П149 «Штурм-С»         | самохідний протитанковий ракетний комплекс     | 18   | задокументовано 18 неушкоджених трофеїв станом на 25.05.23                                             |
| БРЕМ-1                  | ремонтно-евакуаційна машина                    | 14   | задокументовано 14 неушкоджених трофеїв станом на 25.05.23                                             |
| ІМР-2                   | інженерна машина розгородження                 | 11   | задокументовано 11 неушкоджених трофеїв станом на 25.05.23                                             |
| БМД-4                   | бойова машина піхоти                           | 10   | задокументовано 10 неушкоджених трофеїв модифікації БМД-4М станом на 25.05.23                          |
| БРМ-1К                  | бойова розвідувальна машина                    | 9    | задокументовано 9 неушкоджених трофеїв станом на 25.05.23                                              |
| БРМ-1К Обр. 2021        | бойова розвідувальна машина                    | 1    | задокументовано 1 неушкоджений трофей станом на 25.05.23                                               |
| 1В13                    | машина розвідки та управління вогнем артилерії | 11   | задокументовано 11 неушкоджених трофеїв станом на 25.05.23                                             |
| 1В14                    | машина розвідки та управління вогнем артилерії | 11   | задокументовано 11 неушкоджених трофеїв станом на 25.05.23                                             |
| 1В119                   | машина розвідки та управління вогнем артилерії | 7    | задокументовано 7 неушкоджених трофеїв станом на 25.05.23                                              |
| БТР-МДМ                 | бронетранспортер                               | 7    | задокументовано 7 неушкоджених трофеїв станом на 25.05.23                                              |
| КамАЗ-63968             | бронеавтомобіль                                | 5    | задокументовано 5 неушкоджені трофеїв станом на 25.05.23                                               |
| КамАЗ-53949             | бронеавтомобіль                                | 4    | задокументовано 3 неушкоджених трофеї «Лінза» та 1 «Тайфун-К» станом на 25.05.23                       |
| ТЗМ-Т (складова ТОС-1А) | транспортно-заряджальна бронемашина            | 4    | задокументовано 4 неушкоджені трофеї станом на 25.05.23                                                |
| БРДМ-2                  | бойова розвідувальна машина                    | 4    | задокументовано 4 неушкоджених трофеї станом на 25.05.23                                               |
| БРЕМ-К                  | ремонтно-евакуаційна машина                    | 3    | задокументовано 3 неушкоджених трофея станом на 25.05.23                                               |
| ГМЗ-3                   | гусеничний мінний загороджувач                 | 3    | задокументовано 3 неушкоджених трофея станом на 25.05.23                                               |
| АМН-590951              | бронеавтомобіль                                | 3    | задокументовано 3 неушкоджені трофеї станом на 25.05.23                                                |
| БПМ-97 «Постріл»        | бронеавтомобіль                                | 3    | задокументовано 3 неушкоджені трофеї станом на 25.05.23                                                |
| Р-145                   | бронетранспортер                               | 3    | задокументовано по 1 неушкодженому трофею Р-145БМ, Р-145БМА та Р-145БМ1 станом на 25.05.23             |
| БРЕМ-2                  | ремонтно-евакуаційна машина                    | 1    | задокументовано 1 неушкоджений трофей станом на 25.05.23                                               |
| БРЕМ-Ч                  | ремонтно-евакуаційна машина                    | 1    | задокументовано 1 неушкоджений трофей станом на 25.05.23                                               |
| РЕМ-КЛ                  | ремонтно-евакуаційна машина                    | 1    | задокументовано 1 неушкоджений трофей станом на 25.05.23                                               |
| БТС-4А                  | броньований тягач                              | 1    | задокументовано 1 неушкоджений трофей станом на 25.05.23                                               |
| БТР-70                  | бронетранспортер                               | 1    | задокументовано 1 неушкоджений трофей станом на 25.05.23                                               |
| ДТ-30 «Витязь»          | всюдихід на гусеничному ходу                   | 1    | задокументовано 1 неушкоджений трофей станом на 25.05.23                                               |
| 2С1                     | 2С1 «Гвоздика» із ЗУ-23 замість гармати        | 1    | задокументовано 1 неушкоджений трофей станом на 25.05.23                                               |
| 1В16                    | машина розвідки та управління вогнем артилерії | 1    | задокументовано 1 неушкоджений трофей станом на 25.05.23                                               |
| 1В1003 (складова 1В198) | командно-спостережна машина                    | 1    | задокументовано 1 неушкоджений трофей станом на 25.05.23                                               |
| Iveco LMV               | бронеавтомобіль                                | 1    | задокументовано 1 неушкоджений трофей станом на 01.02.23 (у ЗС РФ постачався під назвою Рись)          |
| БРЕМ на базі Т-62       | БРЕМ на базі Т-62                              | —    | 28.12.22 стало відомо про створення броньованих ремонтно-евакуаційний машин на базі трофейних Т-62     |
| ГАЗ-3937 «Водник»       | бронеавтомобіль                                | 1    | 05.02.23 помічено у користуванні українськими військовими                                              |
| важка БМП на базі Т-62  | важка БМП на базі Т-62                         | —    | 07.05.23 стало відомо про створення броньованих ремонтно-евакуаційний машин на базі трофейних Т-62     |
| З-СТС «Ахмат»           | MRAP                                           | 1    | 11.05.23 помічено у користуванні українськими військовими                                              |
| «Буран»                 | бронеавтомобіль                                | 1    | 21.09.24 у Курській області українським військовим вдалося захопити нову російську бронемашину «Буран» |

## Втрати
Показана знищена, покинута та захоплена техніка у кількості понад 10 одиниць.
| походження і назва    | тип                         | к-ть | подробиці                                                                                      |
| --------------------- | --------------------------- | ---- | ---------------------------------------------------------------------------------------------- |
| БМП-1                 | бойова машина піхоти        | 241  | задокументовано 241 втрачених БМП-1, БМП-1ТС, БМП-1У станом на 01.02.23                        |
| БРДМ-2                | бойова розвідувальна машина | 106  | задокументовано 106 втрачених БРДМ-2, БРДМ-2Л1 та БРДМ-2РХБ станом на 01.02.23                 |
| HMMWV                 | бронеавтомобіль             | 105  | задокументовано 105 втрачених HMMWV модифікацій M1114, M1151, M1152 та M998 станом на 21.06.23 |
| БМП-2                 | бойова машина піхоти        | 97   | задокументовано 97 втрачених БМП-2 станом на 01.02.23                                          |
| БТР-80                | бронетранспортер            | 93   | задокументовано 93 втрачених БТР-80 та БТР-80М станом на 01.02.23                              |
| Козак-2               | бронеавтомобіль             | 75   | задокументовано 52 втрачених бронеавтомобілів Козак-2 та 23 Козак-2М1 станом на 21.06.23       |
| БТР-4                 | бронетранспортер            | 69   | задокументовано 69 втрачених БТР-4 станом на 01.02.23                                          |
| МТ-ЛБ                 | бронетранспортер            | 65   | задокументовано 65 втрачених МТ-ЛБ, МТ-ЛБ-С та МТ-ЛБу станом на 01.02.23                       |
| БТР-70                | бронетранспортер            | 59   | задокументовано 59 втрачених БТР-7, БТР-70 та БТР-70М станом на 01.02.23                       |
| International MaxxPro | MRAP                        | 41   | задокументовано 41 втрачений International MaxxPro станом на 21.06.23                          |
| БТР-3                 | бронетранспортер            | 35   | задокументовано 35 втрачених БТР-3 станом на 01.02.23                                          |
| СБА «Варта»           | MRAP                        | 35   | задокументовано 35 втрачених СБА «Варта» різних модифікацій станом на 01.02.23                 |
| БРМ-1К                | бойова розвідувальна машина | 34   | задокументовано 34 втрачених БРМ-1 та БРМ-1К станом на 01.02.23                                |
| YPR-765               | бронетранспортер            | 18   | задокументовано 18 втрачених YPR-765 станом на 01.02.23                                        |
| M113                  | бронетранспортер            | 17   | задокументовано 17 втрачених M113 станом на 01.02.23                                           |
| БТР-60                | бронетранспортер            | 17   | задокументовано 17 втрачених БТР-60 станом на 01.02.23                                         |
| Husky TSV             | MRAP                        | 16   | задокументовано 16 втрачених Husky TSV станом на 21.06.23                                      |
| AT105A Saxon          | бронетранспортер            | 14   | задокументовано 14 втрачених AT105A Saxon станом на 21.06.23                                   |
| СБА «Новатор»         | бронеавтомобіль             | 14   | задокументовано 14 втрачених СБА «Новатор» станом на 01.02.23                                  |
| KrAZ Cobra            | бронеавтомобіль             | 11   | задокументовано 11 втрачених KrAZ Cobra станом на 01.02.23                                     |
| KrAZ Spartan          | бронеавтомобіль             | 10   | задокументовано 10 втрачених KrAZ Spartan станом на 01.02.23                                   |

## Послуги
15 травня 2023 року благодійний фонд CRAF провів камуфлювання понад 2 000 одиниць техніки для військових.